# Charles de Montchal
Pour les articles homonymes, voir Montchal (homonymie).
Charles de Montchal, né en 1589 à Annonay et mort le 22 août 1651 à Carcassonne, archevêque de Toulouse, est l'un des plus savants prélats qui aient occupé ce siège épiscopal français.

## Biographie
Né en 1589 à Annonay, fils d'Antoine de Montchal écuyer, sieur de Bontemps, commissaire controleur de l'artillerie, contrôleur au grenier à sel de Vienne et Saint-Colombe, bailly d'Annonay, capitaine du château de Bourg Argental, et d'Anne de Guillon, sa première épouse.   
Il obtint une bourse à Paris au collège d'Autun, dont il devint dans la suite le principal, et y fit ses études avec une rare distinction. Ayant embrassé l'état ecclésiastique, il fut pourvu d'un canonicat du chapitre d'Angoulême, et succéda en 1628 sur le siège de Toulouse au cardinal de la Valette, qui donna sa démission en faveur de son ancien maître. Il s'appliqua avec zèle à l'administration de son diocèse, plaça des pasteurs instruits à la tête des paroisses, et distribua souvent lui-même au peuple le pain de la parole. 
Député aux assemblées générales du clergé, il fut exclu en 1641 de celle de Mantes pour s'être opposé aux volontés du cardinal de Richelieu : cette disgrâce lui mérita l'honneur d'être élu président de l'assemblée de 1645 où il prit encore la défense des immunités ecclésiastiques. Sur les conseils de Nicolas Pavillon, évêque jansénisant d'Alet, il fonda dans sa ville épiscopale un séminaire pour les jeunes clercs et une maison de secours pour les pauvres valides, et contribua à former divers autres établissements pieux. 
Ce prélat avait la réputation d'un des bons hellénistes de son temps : il s'était attaché particulièrement à l'étude des historiens ecclésiastiques, et ses confrères l'avaient engagé à s'occuper d'une nouvelle édition de l'Histoire d'Eusèbe, dont il avait rétabli le texte et corrigé la version latine dans une infinité d'endroits. Il possédait une riche bibliothèque, remarquable surtout par le nombre de manuscrits grecs, arabes et hébreux qu'il avait recueillis à grands frais dans toute l'Europe : il se faisait un plaisir de les communiquer aux savants, dont il était l'un des plus zélés protecteurs ; et il y en eut quelques-uns de publiés par ses soins. 
Nicolas Rigault, Jacques Sirmond, Holstenius, Allatius, Caseneuve[Qui ?], etc., lui ont dédié leurs ouvrages, ou lui ont donné des témoignages publics de leur reconnaissance pour les services qu'ils en avaient reçus. Montchal, s'étant rendu à Carcassonne pour assister aux États de Languedoc, y mourut le 22 août 1651. Son corps fut transporté à Toulouse et inhumé dans le chœur de la cathédrale, où l'on voyait son épitaphe, rapportée dans la Gallia christiana . 
On a quelques Lettres de ce prélat dans le tome 1er de l'édition de saint Jean Damascène donnée par le père M. Lequien. On a publié de lui : Mémoires contenant des particularités de la vie et du ministère du card. de Richelieu, Rotterdam, 1718, 2 vol. in-12. On y trouve de curieux détails sur l'assemblée de Mantes et sur les affaires du clergé, dont le premier ministre regardait les revenus comme une ressource de l'État dans les circonstances difficiles. Cet ouvrage a été imprimé sur un manuscrit défectueux ; mais Pierre Le Courayer, en ayant couvert un plus complet, a inséré dans L'Europe savante (novembre 1718) des corrections et additions, qu'il a fait suivre d'une Dissertation, attribuée au même prélat, pour prouver que les puissances séculières ne peuvent imposer aucune taille, taxe, subside et autre droit sur les biens de l'Église, sans son consentement. Le portrait de Montchal a été gravé plusieurs fois ; le meilleur est celui de Daret, in-fol. et in-4°.

## Œuvres
- Mémoires de Mr. de Montchal, archeveque de Toulouse, contenant des particularitez de la vie et du ministère du cardinal de Richelieu, t. 1, Rotterdam, pour Gaspard Fristch, 1718, 224 p., sur books.google.fr (lire en ligne).
- Mémoires de Mr. de Montchal, archeveque de Toulouse, contenant des particularitez de la vie et du ministère du cardinal de Richelieu, t. 2, Rotterdam, pour Gaspard Fristch, 1718, 750 p., sur archive.org (lire en ligne).

## Source
« Charles de Montchal », dans Louis-Gabriel Michaud, Biographie universelle ancienne et moderne : histoire par ordre alphabétique de la vie publique et privée de tous les hommes avec la collaboration de plus de 300 savants et littérateurs français ou étrangers, 2e édition, 1843-1865 [détail de l’édition]